# Michael Kornas
Michael Kornas (* 1992 in Pfaffenhofen) ist ein deutscher Jazzmusiker (Piano, Komposition) und Musikpädagoge.

## Leben und Wirken
Kornas wuchs in Pfaffenhofen auf. Dann besuchte er die Neue Jazzschool München, an der er 2016 den pädagogischen Abschluss machte. Anschließend zog er nach Polen, wo er an der Musikakademie Krakau Jazzpiano studierte und 2021 seinen Masterabschluss absolvierte.
Kornas wurde Teil der Krakauer Jazzszene und legte 2021 sein Debütalbum vor. Mit seinem Quartett, zu dem Marcin Konieczkowicz am Saxophon, Alan Wykpisz am Kontrabass und Maksymilian Olszewski am Schlagzeug gehörten, legte er das Album Apatheia vor, das gute Kritiken erhielt. Aktuell lebt und arbeitet er in Berlin.
Kornas war Preisträger beim Wettbewerb Transatlantyk Instant Composition 2020. Er ist zudem als Musiklehrer tätig.

## Diskographische Hinweise
- After Darkness, Comes Light (Soliton 2021, mit Kamila Drabek, Bartłomiej Dybel)
- Michael Kornas Quartett: Apatheia (Unit Records 2023, mit Marcin Konieczkowicz, Alan Wykpisz, Maksymilian Olszewski)